# Albert Ripamonti
Pour les articles homonymes, voir Ripamonti.
Albert Ripamonti, né le 3 mars 1958, est un journaliste et dirigeant de télévision français. De septembre 2010 à mai 2012, il est directeur de la rédaction d'i>Télé, la chaîne d'information du groupe Canal+. De mai 2013 à juin 2015 édite les contenus video du journal l'Opinion.En juillet 2015 il est nommé directeur des rédactions de Public Sénat

## Biographie
Diplômé en 1980 de l'école de journalisme CUEJ de Strasbourg, il travaille successivement comme reporter pour différentes chaînes durant les années 1980, parmi lesquelles les antennes régionales de FR3 (France 3) Rouen, Rhône-Alpes et Lyon, avant de rejoindre la rédaction nationale en 1990 comme reporter au service politique pour les éditions 19/20 et Soir 3. 
Albert Ripamonti poursuit sa carrière à France 3. En 1996, il est nommé rédacteur en chef adjoint chargé de l'édition quotidienne du 19/20. En décembre 2000, un an après la tempête de 1999, avec ses collègues Gilles Trenel et Christian Gaudin, Albert Ripamonti est le rédacteur en chef de l'émission Avis de tempête, rétrospective spéciale diffusée en première partie de soirée comprenant une série de reportages, un débat et des questions du public. En 2004, Albert Ripamonti est nommé directeur adjoint de la rédaction nationale.
Comptant parmi les fondateurs et concepteurs de la chaîne d'information internationale France 24 à partir de 2005, il est nommé en janvier 2007, directeur adjoint de la rédaction, « chargé des news », c'est-à-dire de l'actualité « à chaud », puis des antennes francophones et anglophones.
En septembre 2010, il rejoint le groupe Canal+ comme directeur de la rédaction de la chaîne d'information i>Télé. En mai 2012, il annonce quitter cette fonction, remplacé par Céline Pigalle. Le motif de son départ, évoqué par les médias, reposerait sur le nouvel échec d'audience de la chaîne d'information face à sa concurrente BFM TV. 
En février 1991, à la suite de l'invasion du Koweït par l'Irak, Albert Ripamonti dirige une équipe de journalistes de FR3 envoyés spéciaux dans la région du Golfe. Au début de leur enquête, les reporters et leur responsable sont brusquement expulsés d'Arabie saoudite, sur décision du gouvernement saoudien à la demande des Américains. À la suite de cette expulsion qu'il dénonce, Albert Ripamonti explique que l'équipe de reporters a souhaité se rapprocher du front, précisant « Notre métier c'est d'essayer d'aller voir par nous-même et le plus librement possible pour essayer de ramener des informations ». Il met en cause les services de communication américains, lesquels ont prétendu que l'équipe s'était perdue dans le désert et était à bout de ressource, une version reprise par le Général Raymond Germanos, responsable du SIRPA français (Service d'informations et de relations publiques des armées). Albert Ripamonti confirme que s'il a alors été expulsé avec son équipe, c'est pour avoir fait son travail de reporter, pour avoir voulu témoigner et s'être battu pour la liberté de la presse.

## Orientation éditoriale et diffusion d'images de guerre
Interrogé en 2003 sur la responsabilité éditoriale et éthique d'un responsable de rédaction en ce qui concerne la diffusion de certaines images de guerre, Albert Ripamonti choisit de ne pas tout montrer. Il déclare « Ces gros plans de soldats avec une balle dans la tête, je ne les aurais jamais diffusées. Sur les chaînes arabes, cette mise en scène de la mort relève du militantisme » et « Les téléspectateurs peuvent comprendre. On peut décider de s'adresser à leur intelligence, pas seulement à leurs tripes ».

## Reportages et documentaires
Au cours de sa carrière à France 3, le journaliste signe plusieurs documentaires couvrant divers sujets dont notamment, les grands criminels comme Klaus Barbie avec Barbie ou l'histoire d'un cadre moyen de la gestapo en 1984 et Barbie, le passé au présent en 1987. Ses reportages portent entre autres, sur la criminologie, la politique, les faits de société ou les conflits internationaux comme l'invasion du Koweït en 1991 lors de la première guerre du Golfe.  